# 엔들리스 레전드
엔들리스 레전드는 2014년 9월부터 출시된, 마이크로소프트 윈도우와 맥 OS X용으로 앰플리튜드 스튜디오에서 개발하고 아이스버그 인터랙티브에서 배급한 턴제 기반 4X 판타지 전략 게임이다. 게임 내의 궁극적인 목표는 신기술을 개발하고 새 영토를 탐사하고 신도시를 세우는 동안 외교나 전쟁을 통해 14개의 종족들 중 하나로 아우리가라는 세상을 우점하는 것이다.
엔들리스 레전드는 엔들리스 시리즈 중《엔들리스 스페이스》의 후속작으로 앰플리튜드 스튜디오에서 만든 두 번째 게임이다.
후에 앰플리튜드 스튜디오를 인수한 세가에서 배급한다.

## 게임플레이
엔들리스 레전드는 턴제 기반 4X 전략 게임으로, 탐사, 정복, 외교 및 연구를 통해 제국을 세우기 위해 플레이어는 판타지 진영을 조종한다. 이 게임은 '아우리가'(Auriga)라는 행성을 배경으로 하고 있으며, 땅덩어리와 생태계의 배치는 게임마다 무작위로 정해지며, 육각형 격자로 구성된 모형과도 같은 지도에 표시된다.
이 지도는 다양한 지형으로 채워져 있으며, 각각은 플레이어의 유닛에 영향을 미치는 세계 내의 생물군으로 구성되어 있다. 타일들과 레이아웃이 모두 무작위로 생성되어 개별 플레이스루에서 고유 플레이
가 가능한 세계를 만든다.
전장의 안개는 플레이어들이 성장하는 제국에 혜택이 되는데 반드시 활용하고 개발해야 할 자원, 소수 진영, 그리고 종족을 찾아내기 위해 플레이어의 유닛으로 탐사를 요하는 플레이 공간을 덮는다.
다른 4X 게임들과 달리 엔들리스 레전드의 세계 지도는 별도의 지역으로 구성되어 있다. 한 지역의 경계 내에 처음으로 도시가 세워지면 전체 지역이 한 도시의 통제 하에 있는 영토의 일부가 된다. 각 진영은 게임이 시작될 때 정착 유닛으로 시작하여 첫 번째 도시를 세우고 지역을 차지한다. 지역은 경계 내에 각각 하나의 도시만 호스팅할 수 있다.

## 평가
엔들리스 레전드는 평론가들로부터 긍정적 평가를 받았다. 평론 웹사이트인 메타크리틱에서는 PC 버전에 대한 35개 리뷰를 기준으로 100점 만점에 평균 82점을 매겼다. 그리고 게임랭킹즈에서는 20개 평론을 기준으로 83%의 점수를 매겼다.
PC 게이머 US에서는 100점 만점에 89점을 주며 이런 평을 했다. "앰플리튜드 스튜디오는 또 다른 놀라운 스토리 중심의 게임을 만들었는데, 이는 RTS, RPG, 4X의 가장 좋은 점들을 실제로 가져왔으며 엔들리스 스페이스에서 많은 것을 따와 각 진영에 맞게 다르게 전개했다." IGN에서는 "이 게임은 스타일, 내용, 배경을 결합하여 제국 관리와 전술적 전투로 놀라운 모든 경험을 제공한다"는 평을 남기며, 10점 중 8.3점을 주었다. 게임스팟은 수동적이고 약한 인공지능에 대해 주의하면서도 "엔들리스 레전드의 원동력이 너무나 철저하게 실행되어 시리즈에서 불완전하지만 가치 있는 단계 역할을 하며, 앞으로의 일에 대한 신호가 되기를 바란다"며 10점 만점에 8점을 주었다.
락, 페이퍼, 샷건에서는 엔들리스 레전드를 2014년 올해의 게임(GOTY)으로 지명했다. 제18회 D.I.C.E. 어워드에서 인터랙티브 예술 & 과학 아카데미는(Academy of Interactive Arts & Sciences)는 엔들리스 레전드를 '올해의 전략/시뮬레이션 게임'으로 지정했다.
블랙 게이트에서 엔들리스 레전드에 대한 평 중 에크나이트(Eeknight)는 "엔들리스 레전드를 플레이하는 가장 이상적인 방법은 몇 명의 친구와 함께 온라인에서 플레이하는 것이다. 이 게임의 메커니즘을 고려하면 전투, 배신, 깜짝 쿠데타의 잠재력이 장대할 것이다."라고 말했다.